# Entrelacs (Saboia)
Entrelacs é uma comuna francesa na região administrativa de Auvérnia-Ródano-Alpes, no departamento da Saboia. Estende-se por uma área de 51.90 km². Em 2010 a comuna tinha 6 431 habitantes (densidade: 123,9 hab./km²).
Foi criada em 1 de janeiro de 2016, após a fusão das antigas comunas de Albens, Cessens, Épersy, Mognard, Saint-Germain-la-Chambotte e Saint-Girod.